# 木村慎吾
木村 慎吾（きむら しんご、1979年12月7日 - 2008年7月6日）は、青森朝日放送（ABA）のアナウンサー。報道記者も兼務していた。

## 人物
岩手県盛岡市出身。血液型はB型。
岩手県立盛岡第三高等学校→福島大学卒業。
2004年11月、青森朝日放送に入社し、翌年春、東京・六本木にあるテレビ朝日本社ビル（六本木ヒルズ）にてテレビ朝日をはじめとするANN系列各局の新人アナウンサーと研修に臨んだ。ANN系列各局の同期入社は、久保田直子、矢島悠子、中村昭治（いずれもテレビ朝日）などがいる。
2008年7月6日に、後述の海上自衛隊艦艇火災事故取材活動の為に搭乗したヘリコプターのアクシデントにより消息不明となる。
2009年6月17日に、第2管区海上保安本部から死亡認定を受けたと青森朝日放送が発表した。

## 事故
2008年7月6日、同日未明に発生した海上自衛隊護衛艦さわゆきの火災事故（後に放火事件と判明）の取材のため、小川航空のヘリコプターに技術協力会社のカメラマンの大森真二とヘリの機長・副操縦士の計4名と搭乗し現場へ赴いたが、青森県大間崎沖付近で消息を絶った。当時、現場付近では濃霧注意報が出されていた。
青森海上保安部巡視船などによる捜索の結果、翌7日には木村の社員証などが発見された。同月9日に同乗していた副機長の遺体、ヘリのキャビンが発見されたが木村を含む3人が行方不明のまま同月13日に捜索は打ち切られた。機長の遺体はこの2日後の15日に発見されている。
2009年6月17日、事故を起こしたヘリコプターに搭乗していたカメラマンの大森と共に行方不明のまま事故発生日の2008年7月6日を死亡日とする死亡認定を第2管区海上保安本部（宮城県塩竈市）より受けた。

## 出演番組
- スーパーJチャンネルABA（不定期、リポーター・主にラーメン企画）
- 週刊ことばマガジン
- るくなす
- スポーツ中継
- ABAの地下倉庫

## エピソード
- 「ミテミテ!ABA」（青森朝日放送のキャッチコピー）を付す番宣CMでは、ダンディ坂野に似たポーズを取っていた。